# Squires Peak
Der Squires Peak ist ein etwa 1400 m hoher Berg im Palmerland auf der Antarktischen Halbinsel. Er ragt 10 km ostsüdöstlich des Mount Kane auf und markiert den östlichen Ausläufer der Playfair Mountains.
Der United States Geological Survey kartierte ihn anhand eigener Vermessungen und Luftaufnahmen der United States Navy aus den Jahren von 1961 bis 1967. Das Advisory Committee on Antarctic Names benannte ihn 1968 nach Donald F. Squires (1927–2017), Biologe bei der zwischen 1965 und 1966 durchgeführten Forschungsfahrt mit der USCGC Eastwind von der Palmer-Station.